# Brasil Ano 2000
Brasil Ano 2000 é um filme brasileiro de 1969, dirigido por Walter Lima Júnior.

## Sinopse
Um ano após a Terceira Guerra Mundial, acompanhamos a odisseia de uma menina (Anecy Rocha) e sua mãe Iracema de Alencar) por um Brasil devastado.

## Produção
A filmagem foi realizada em 1968, principalmente na cidade de Paraty, onde a equipe permaneceu por aproximadamente três meses. Algumas cenas foram filmadas na cidade do Rio de Janeiro, inclusive no Museu Nacional e no Arquivo Nacional.

## Recepção
O filme foi exibido na 19ª edição do Festival de Berlim, onde foi laureado com o Urso de Prata. Recebeu ainda o prêmio de Melhor Filme no Festival de Cartagena de 1970 e o prêmio de Melhor Diretor no Festival de Manaus.